# Hệ thống các giải bóng đá ở Na Uy
Hệ thống các giải bóng đá ở Na Uy là chuỗi các giải liên kết với nhau dành cho các câu lạc bộ ở Na Uy.

## Hệ thống

### Hệ thống hiện tại
Tính đến 2018, hệ thống giải quốc gia hiện tại được quản lý bởi NFF được tổ chức theo mô hình 1–1–2–6, trong đó Eliteserien là cấp độ cao nhất và 1. divisjon là cấp độ thứ hai, theo sau bởi hai bảng ở cấp độ thứ ba (2. divisjon) và 6 bảng khu vực ở cấp độ 4 (3. divisjon). Các giải đấu ở cấp độ thứ năm (4. divisjon) và thấp hơn được quản lý bởi các hiệp hội bóng đá khu vực. Các giải khu vực hầu hết đi theo biên giới các hạt.
| 1   | Eliteserien 16 CLB                                                                                      | Eliteserien 16 CLB                                                                                      | Eliteserien 16 CLB                                                                                      | Eliteserien 16 CLB                                                                                      | Eliteserien 16 CLB                                                                                      | Eliteserien 16 CLB                                                                                      | | | | | | |
| 2   | 1. divisjon 16 CLB                                                                                      | 1. divisjon 16 CLB                                                                                      | 1. divisjon 16 CLB                                                                                      | 1. divisjon 16 CLB                                                                                      | 1. divisjon 16 CLB                                                                                      | 1. divisjon 16 CLB                                                                                      | | | | | | |
| 3   | 2. divisjon Bảng 1 14 CLB                                                                               | 2. divisjon Bảng 1 14 CLB                                                                               | 2. divisjon Bảng 1 14 CLB                                                                               | 2. divisjon Bảng 2 14 CLB                                                                               | 2. divisjon Bảng 2 14 CLB                                                                               | 2. divisjon Bảng 2 14 CLB                                                                               | | | | | | |
| 4   | 3. divisjon Bảng 1 14 CLB                                                                               | 3. divisjon Bảng 2 14 CLB                                                                               | 3. divisjon Bảng 3 14 CLB                                                                               | 3. divisjon Bảng 4 14 CLB                                                                               | 3. divisjon Bảng 5 14 CLB                                                                               | 3. divisjon Bảng 6 14 CLB                                                                               | | | | | | |
| 5–9 | Từ 4. divisjon đến 8. divisjon là các hạng đấu khu vực được quản lý bởi các hiệp hội bóng đá khác nhau. | Từ 4. divisjon đến 8. divisjon là các hạng đấu khu vực được quản lý bởi các hiệp hội bóng đá khác nhau. | Từ 4. divisjon đến 8. divisjon là các hạng đấu khu vực được quản lý bởi các hiệp hội bóng đá khác nhau. | Từ 4. divisjon đến 8. divisjon là các hạng đấu khu vực được quản lý bởi các hiệp hội bóng đá khác nhau. | Từ 4. divisjon đến 8. divisjon là các hạng đấu khu vực được quản lý bởi các hiệp hội bóng đá khác nhau. | Từ 4. divisjon đến 8. divisjon là các hạng đấu khu vực được quản lý bởi các hiệp hội bóng đá khác nhau. | Từ 4. divisjon đến 8. divisjon là các hạng đấu khu vực được quản lý bởi các hiệp hội bóng đá khác nhau. | Từ 4. divisjon đến 8. divisjon là các hạng đấu khu vực được quản lý bởi các hiệp hội bóng đá khác nhau. | Từ 4. divisjon đến 8. divisjon là các hạng đấu khu vực được quản lý bởi các hiệp hội bóng đá khác nhau. | Từ 4. divisjon đến 8. divisjon là các hạng đấu khu vực được quản lý bởi các hiệp hội bóng đá khác nhau. | Từ 4. divisjon đến 8. divisjon là các hạng đấu khu vực được quản lý bởi các hiệp hội bóng đá khác nhau. | Từ 4. divisjon đến 8. divisjon là các hạng đấu khu vực được quản lý bởi các hiệp hội bóng đá khác nhau. |

## Lên hạng và xuống hạng
| Hạng đấu    | Lên hạng                                                 | Xuống hạng                              |
| ----------- | -------------------------------------------------------- | --------------------------------------- |
| Eliteserien | N/A                                                      | thứ 15, thứ 16 (thứ 14 đá play-off)     |
| 1. divisjon | Vô địch, á quân (thứ 3, thứ 4, thứ 5, thứ 6 đá play-off) | thứ 15, thứ 16 (thứ 14 đá play-off)     |
| 2. divisjon | Vô địch ở 2 bảng (Á quân đá play-off)                    | thứ 12, thứ 13, thứ 14 ở 2 bảng         |
| 3. divisjon | Vô địch ở 6 bảng                                         | thứ 11, thứ 12, thứ 13, thứ 14 ở 6 bảng |